# Běleč – střelnice
Běleč – střelnice je přírodní památka a evropsky významná lokalita, chráněné území soustavy Natura 2000. Chráněná lokalita se nachází na katastrálním území Bělče nad Orlicí v hradeckých lesích, přibližně devět kilometrů jihovýchodně od Hradce Králové. Hlavním předmětem ochrany je biotop vážky jasnoskvrnné (Leucorrhinia pectoralis). Území bylo v minulosti využíváno pro vojenské účely, v současnosti se zde nacházejí hodnotná pískomilná, vřesovištní a mokřadní společenstva. Vyskytují se zde například čolek horský (Ichthyosaura alpestris) a ještěrka živorodá (Zootoca vivipara).

## Historie
V roce 1939 došlo po okupaci Československa v lokalitě k vykácení stromů a území se začalo využívat jako vojenská střelnice. Po druhé světové válce se využívala pro nácvik bombardování. Později v roce 1990 přestala armáda prostor využívat a začalo docházet k osidlování náletovými dřevinami. Především to byly borovice lesní (Pinus sylvestris), břízy bělokoré (Betula pendula), či olše lepkavé (Alnus glutinosa). Postupně se zalesňovaly všechny volné plochy a docházelo k zazemňování prohlubní s vodou, kde se vyskytovala řada vodních organismů.
Začala[kdy?] extinkce místních druhů rostlin a živočichů. K obnově tohoto biotopu se přihlásila Agentura ochrany přírody a krajiny ČR ve spolupráci s Městskými lesy Hradec Králové. Mnoho náletových dřevin se odstranilo, prohlubně se odbahnily a vrátily se tak do původního stavu. V roce 2004 nastal velký zlom. Zrenovovaly se tři tůně a místní vegetace se postupně rozvíjela. Po několika letech došlo k dalšímu obnovení tůní, v jejichž okolí se prořezaly dřeviny, aby vznikla větší osluněná místa.
V roce 2016 byla střelnice vyhlášena jako evropsky významná lokalita.

## Přírodní poměry
Chráněné území se nachází devět kilometrů jihovýchodně od Hradce Králové, 2,5 kilometru jižně od obce Běleč nad Orlicí a dva kilometry severně od obce Bělečko. Evropsky významná lokalita zde byla vyhlášena na rozloze 7,9 hektarů, přírodní památka pak na rozloze o trochu menší (7,5814 hektarů). Šest set metrů severně od střelnice vede cyklostezka č. 4258 směrem na Hradec Králové. Poblíž ústí Bělečský potok, jehož ramena vedou do již zmíněného území. Lokalita se nachází uprostřed borovicového lesa a je převážně tvořena březovým lesem a mokřadní vegetací.
Během vojenských výcviků se používala těžká vojenská technika a docházelo k nepravidelným změnám lokality vedoucím k větší pestrosti biotopu. Výbuchy munice vytvářely prohlubně, kde zůstávala voda, ve které se začalo dařit řadě vodních organismů. Když vojsko již tohoto území nevyužívalo, začala tato oblast zarůstat nálety a prohlubně se začaly zazemňovat. V lokalitě tak probíhala sukcese. Značná část však prošla obnovou a můžeme tu tak nalézat pískomilná, vřesovištní a mokřadní společenstva.

### Geomorfologie

Tůně

Běleč – střelnice se nachází v nadmořské výšce 253–256 metrů. Celá lokalita je obklopena lesním komplexem, který je tvořen převážně borovicemi.
Podloží se skládá hlavně ze sedimentů české křídové pánve.

### Flora
Lokalita je především zarostlá travním porostem. Příkladem je pýr plazivý (Elytrigia repens). Setkáme se tu i s kapradinou hasivkou orličí (Pteridium aquilinum). Zástupci drobnějších rostlin jsou zvonek rozkladitý (Campanula patula), divizna malokvětá (Verbascum thapsus), přeslička lesní (Equisetum sybaticum), rdest alpský (Potamogeton alpinus), rdest tupolistý (Potamogeton obtusifolius), rdesno blešník (Persicaria lapathifolia) a bublinatka jižní (Utricularia australis). Nejhojnější dřevinou je zde bříza bělokorá, říká se jí také bříza bradavičnatá, nebo bříza bílá. Právě bříza je nejčastějším vysazovacím stromem při rekultivaci krajiny. Další dřevinou, s kterou se můžeme setkat, je borovice lesní (Pinus sylvestris).

### Fauna
Z ptactva zde můžeme sledovat sluku lesní (Scolopax rusticola), dudka chocholatého (Upupa epops), skřivana lesního (Lullula arborea), lindušku lesní (Anthus pratensis) nebo také červenku obecnou (Erthacus rubecula) a drozda zpěvného (Turdus philomelos).

Zvonek rozkladitý

Zdejší lokalita, bohatá na tůně a mokřady se stala domovem především obojživelníků, a to čolka horského, čolka obecného (Lissotriton vulgaris), skokana hnědého (Rana temporaria) a ropuchy obecný (Bufo bufo). Nejcennějším lokálním obojživelníkem je skokan ostronosý (Rana arvalis), jenž je chráněn zákonem jako kriticky ohrožený druh. Skokani ostronosí mohou dorůst až 8 cm a samci jsou v době rozmnožování lehce zbarveni do modra.
Dále se zde nacházejí i tři zástupci plazů. Je jím ještěrka živorodá (Zootoca vivipara), zmije obecná (Vipera berus) a slepýš křehký (Anguis fragilis).

### Mokřadní společenstva
Mokřadní společenstva jsou místa, bohatá na povrchovou vodu či na podpovrchovou vodu. Právě Běleč – střelnice má mokřady vytvořené z ramen již ze zmiňovaného Bělečského potoka, ale také z prohlubní, ve kterých zůstává voda. Nalezneme zde tůně, které jsou ideálním místem pro život vážky jasnoskvrnné, čolka horského nebo například ropuchy obecné.

## Ochrana

Hasivka orličí

Hlavním důvodem ochrany území je výskyt vážky jasnoskvrnné. V západní a střední Evropě se v minulosti považovala za rozšířený druh vážky, avšak za posledních pár let kvůli hospodaření v krajině se její populace velmi rychle snížila. V České republice se stále vyskytuje, a to hlavně na trvale zamokřených biotopech s pH okolo 5-8,5, kde se také vyskytují osluněná místa. Pro vážku je i důležité, aby se výška vodní hladiny příliš neměnila a aby alespoň část z ní nebyla zarostlá. Dále v jejím biotopu není žádoucí porost s převahou orobince a rákosu.
Aby se vážce hojně v této lokalitě dařilo, je pravidelnou činností prořezávání dřevin, kontrola vodní hladiny tůní a odstraňování nežádoucích porostů. Nedílnou součástí je samozřejmě obnovování dalších tůní, díky kterým je vysoká pravděpodobnost, že populace vážky bude růst exponenciálně.
Dalším důvodem k ochraně je sledování vývoje porostů vzniklých sukcesí. Znalosti se pak mohou uplatnit při hospodářských postupech.
V létě v roce 2019 se vyskytl návrh pro vyhlášení Bělče-střelnice jako přírodní památky. Dne 9. dubna 2021 byla tato přírodní památka vyhlášena na rozloze 7,5814 hektaru a je evidována pod kódem 6221. Jako hlavní předmět její ochrany se uvádí stanoviště makrofytní vegetace přirozeně eutrofních a mezotrofních stojatých vod o dostatečné rozloze s reprezentativním výskytem ohrožených druhů živočichů, především vitální populace vážky jasnoskvrnné.

## Galerie

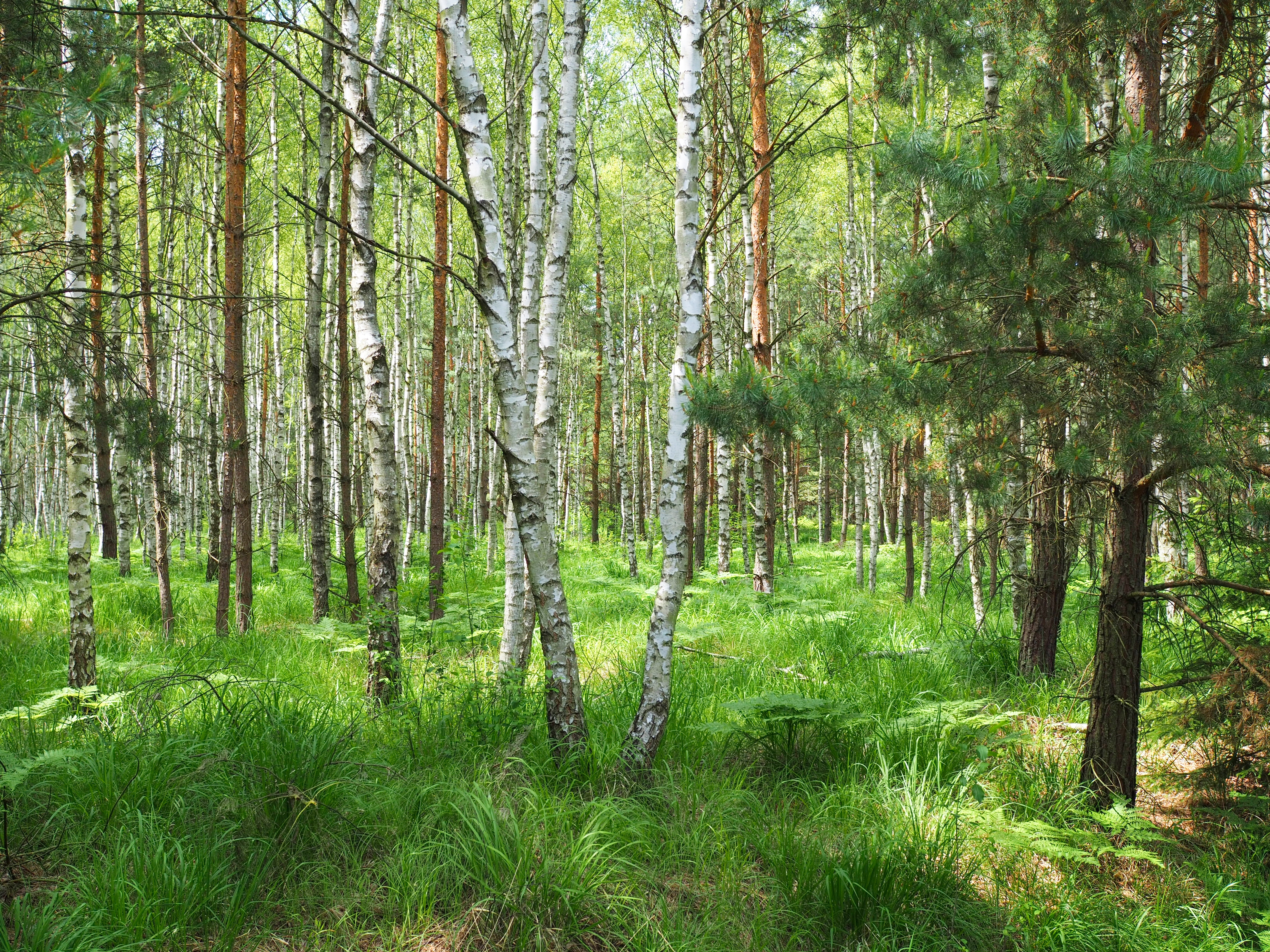
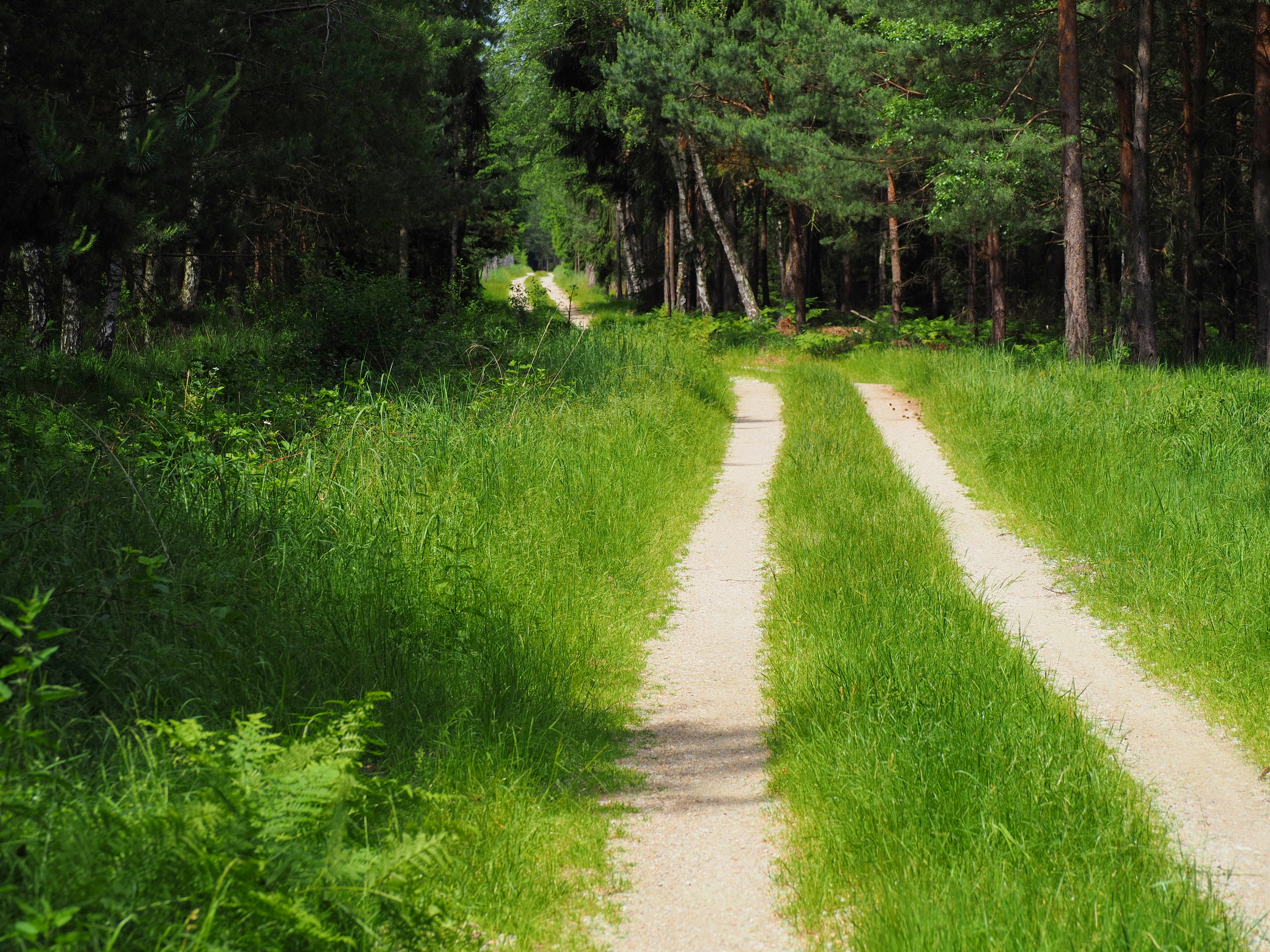
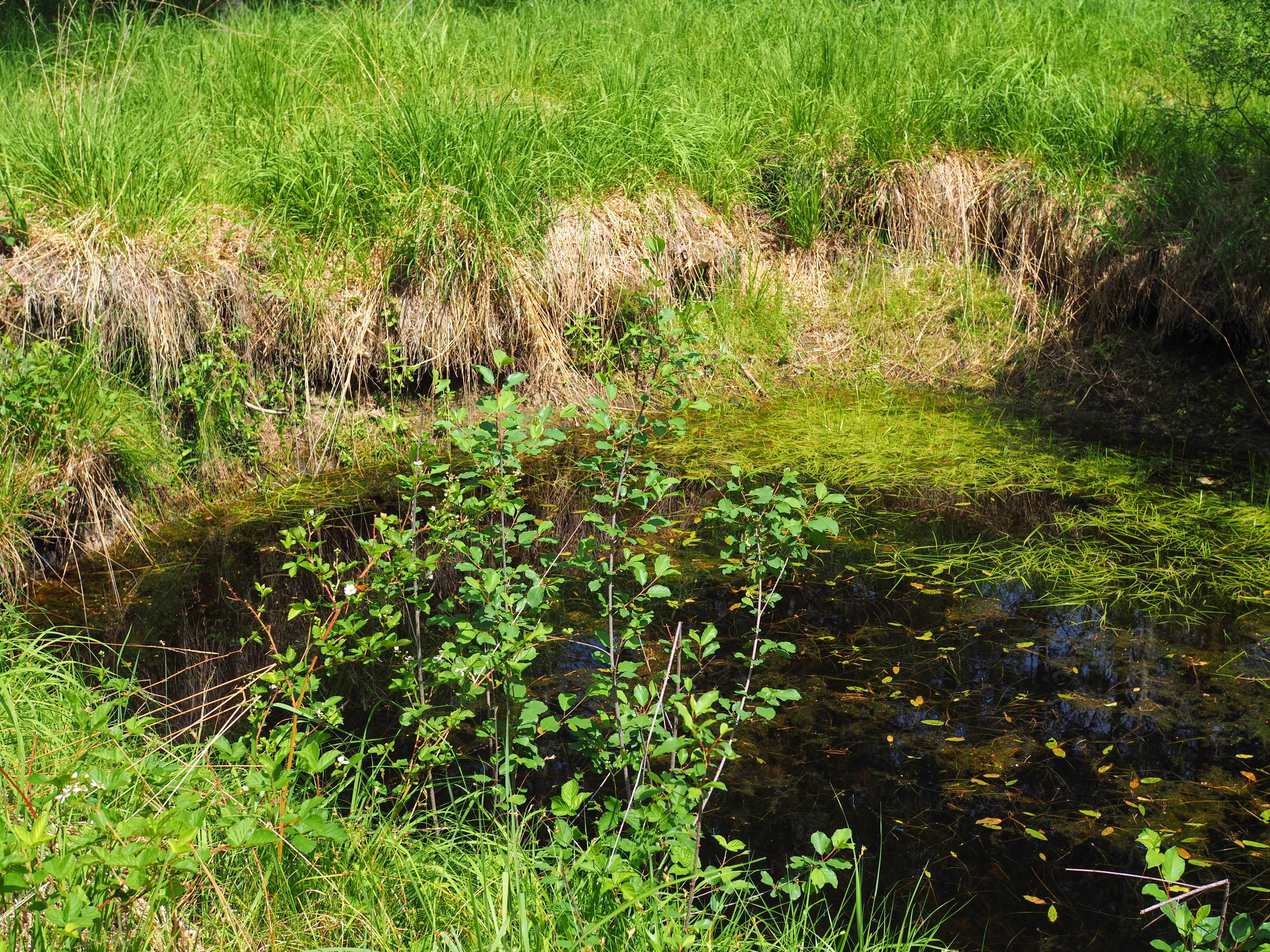
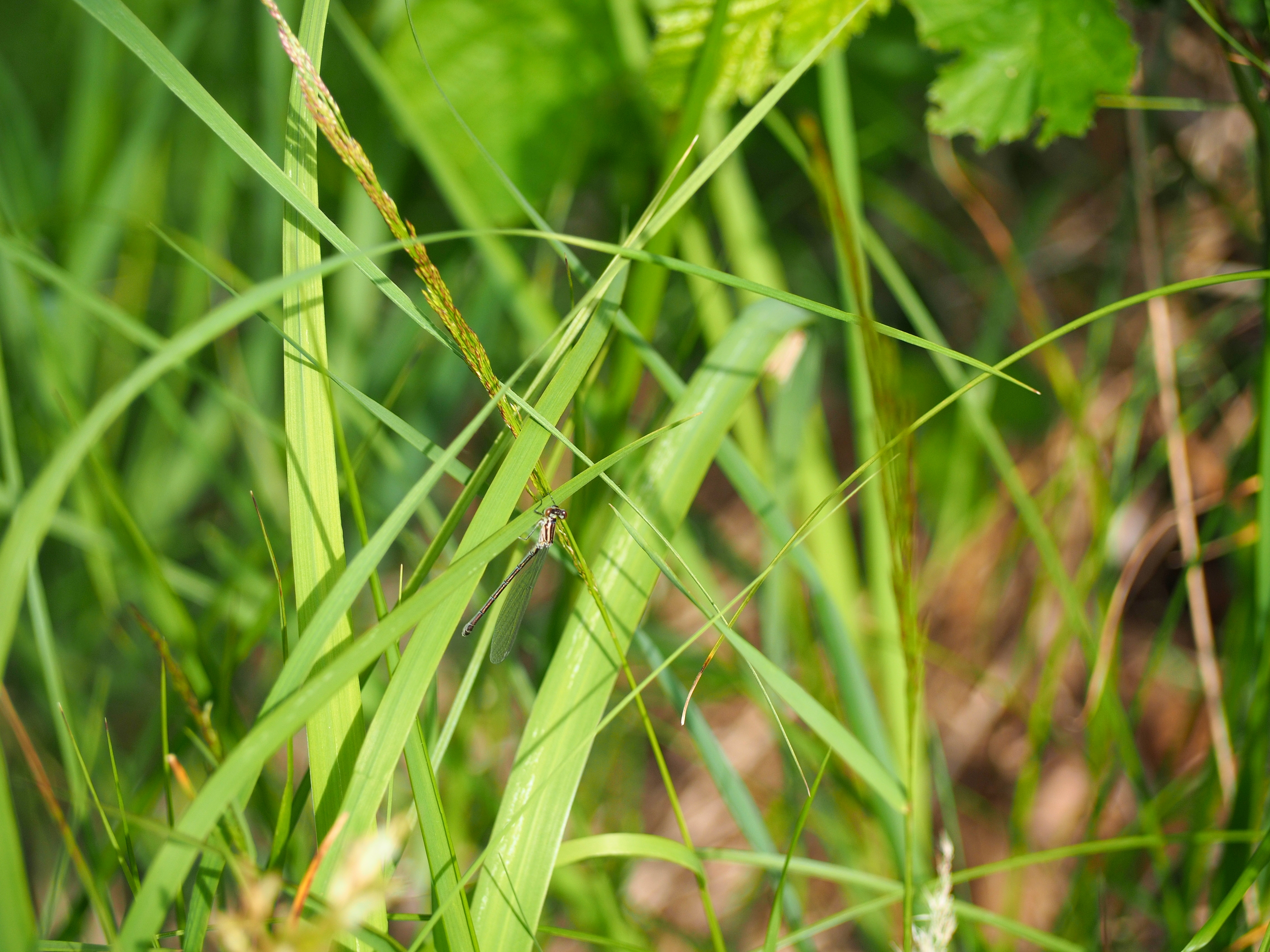
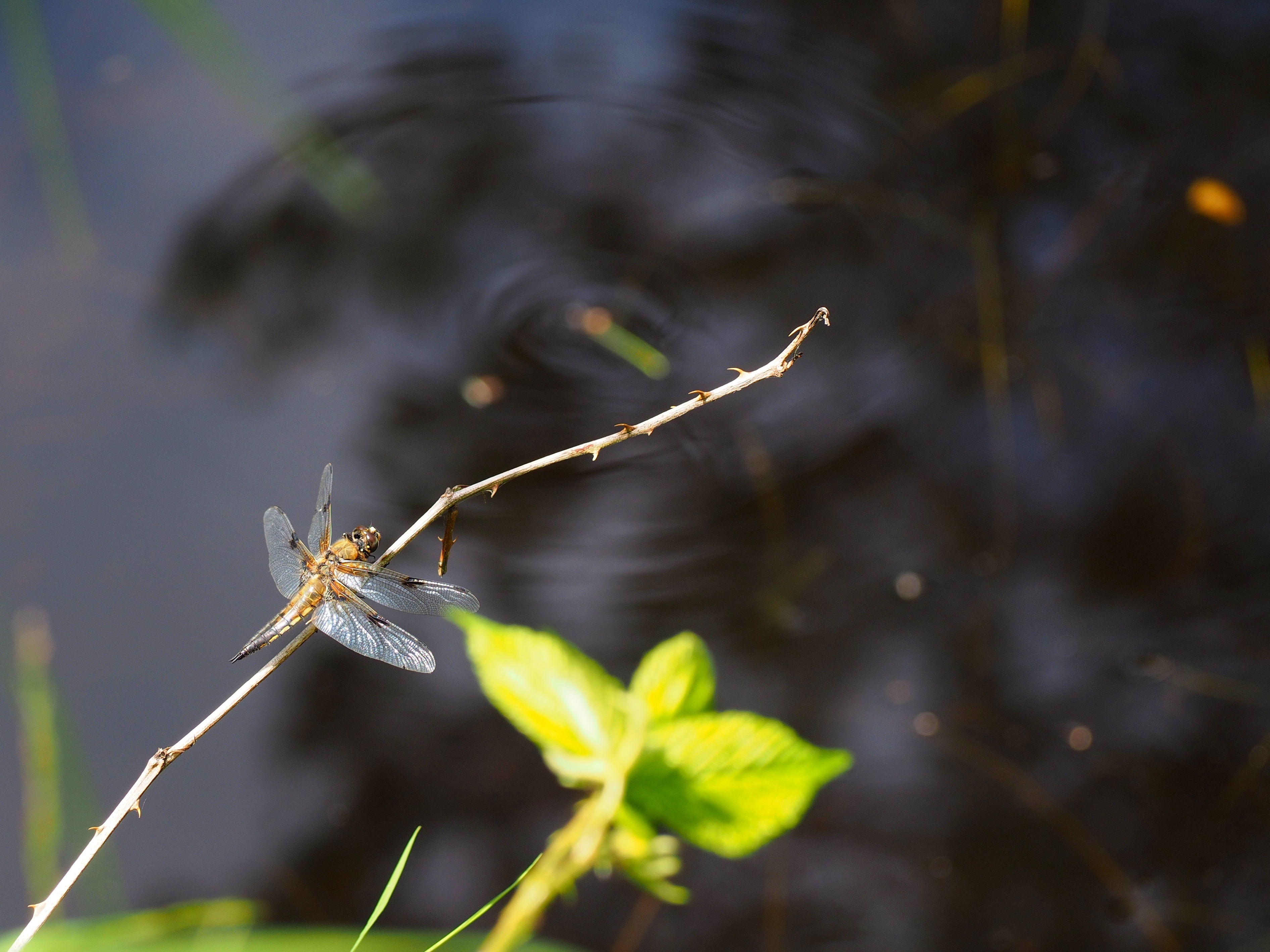